# Шкроуп, Франтишек
Франтишек Шкроуп (чеш. František Škroup; 3 июня 1801[…], Осице[…] — 7 февраля 1862[…], Роттердам, Южная Голландия) — чешский композитор и дирижёр, автор музыки национального гимна Чехии.

## Жизнь и творчество
Ф. Шкроуп родился в семье церковного кантора Доминика Шкроупа пятым ребёнком. Отец и начал обучать сына музыке. В возрасте восьми лет мальчик впервые выступает перед публикой (игра на флейте). Гимназию закончил в Градец Кралове, затем, с 1819 года, изучал право в Праге. Обучение молодой Шкроуп смог оплачивать за счёт даваемых им частных уроков музыки и побочной работы в городском театре. В театре же он знакомится с композитором Яном Алоисом Йеленом. В 1823 году Ф. Шкроуп участвует в создании первого чешского Оперного общества, поставившего в Праге первую оперу на чешском языке. 23 декабря 1823 года в городском театре состоялась премьера оперы «Швейцарская семья» австрийского композитора Йозефа Вейгля, которую поэт Симеон Карел Махачек перевёл на чешский язык. Опера была исполнена актёрами-любителями. Она подвигла Ф. Шкроупа на создание первой чешской оперы «Dráteník».
Премьера оперы «Dráteník» прошла 2 февраля 1826 года и имела большой успех. Это дало Ф. Шкроупу творческий импульс, и он пишет музыку к историческим операм «Oldřich a Božena» и «Libušin sňatek». Впрочем, эти произведения были приняты публикой более прохладно. В 1827 году Ф. Шкроуп становится вторым капельмейстером пражского Городского театра, в 1837 году — его музыкальным руководителем, и занимает этот пост в течение 20 лет. Особо следует отметить написанную Шкроупом музыку к комедии Йозефа Каэтана Тыла «Fidlovačka aneb žádný hněv a žádná rvačka». Во время её премьеры 21 декабря 1834 года впервые прозвучала песня слепого нищего Мареша «Где дом мой (Kde domov můj)», ставшая национальным чешским гимном.
Ф. Шкроуп был великолепным дирижёром. Он ставит на сцене разнообразные классические оперы и пишет музыку для театральных постановок и водевилей. С 1836 по 1845 год он был также регентом хора в пражской синагоге. В 1857 году Шкроуп уходит из руководства театром на пенсию. В 1860 году композитор переезжает в Роттердам, где занимает пост капельмейстера в местной Немецкой опере.
Ф. Шкроуп выступал на сцене также как певец (тенор и баритон). Так, он исполнял главную партию в своей первой опере «Dráteník». Его заслугой является постановка в пражском театре опер Рихарда Вагнера. Большинство написанных им музыкальных произведений — оперы на чешском или немецком языках. В 1837—39 годах Ф. Шкроуп редактировал журнал «Věnec ze zpěvů vlastenských uvitý a obětovaný dívkám vlastenským (Венок патриотических песен, собранный и посвящённый девушкам-патриоткам)».

## Музыкальные сочинения
- Dráteník, (1825), либретто — Йозеф Красослав Хмеленский
- Oldřich a Božena, (1828), либретто — Йозеф Красослав Хмеленский. Немецкий вариант — Uldarich und Božena, (1833).
- Der Prinz und die Schlange, (1829). Чешский вариант — Princ a had neb Amor mezi Amazonkami, (1835).
- Die Drachenhöhle, премьера в 1832 году
- Fidlovačka aneb žádný hněv a žádná rvačka
- Libušin sňatek, либретто Хмеленского, (1835), полностью переработана в вновь поставлена в 1850 году
- Pouť k chrámu umění, премьера в 1846
- Columbus, либретто Хмеленского, (1855), премьера на чешском языке Франтишека Пуймана (1945) в пражском Национальном театре и на Чешском радио.
- Die Geisterbraut
- Drahomíra
- Der Meergeuse